# Sattelbogen (Oberpfalz)
Sattelbogen (Oberpfalz) este o comună din landul Bavaria, Germania.

## Primari
- 1876–1883 Andreas Dachauer
- 1883–1886 Josef Meinzinger
- 1886–1892 Josef Wanninger
- 1892–1893 Leon Vogl
- 1893–1899 Joh. Rechenmacher
- 1900–1905 Josef Dachauer
- 1906–1911 Joh. Angermeier
- 1912–1933 1. Jakob Wanninger, 2. Max Schambeck
- 1933–1945 1. Max Schambeck, 2. Josef Weber
- 1945 Jakob Engl
- 1946–1960 1. Josef Artmann, 2. Xaver Gruber bis 1952, 2. Karl Prommesberger din 1952 până în 1960
- 1960–1972 1. Franz Scheitinger, 2. Decker Leon